# Общо копривщенско настоятелство
Общото копривщенско настоятелство е благотворителна и просветна организация в град Копривщица.
Общото Копривщенско настоятелство е сдружение с идеална цел, регистрирано като неправителствена организация. Създадено е през 2005 година от група местни ентусиасти.
Председател от основаването на Настоятелството до декември 2011 г. е Огнян Палавеев, когато е издигната кандидатурата на ген. Динчо Карамунчев. Той е избран от настоятелите за нов председател на тази неправителствена организация. Партньори са Копривщенско гражданско настоятелство с председател проф. Искро Косев са и църковните настоятелства към храмовете „Свети Николай“ и „Свето Успение Богородично“ с техните председатели, Младежкото настоятелство, Училищно настоятелство към СУ „Любен Каравелов“, Копривщица, Пловдивско настоятелство на дружеството „Тодор Каблешков“, Читалищно настоятелство Народното читалище в Копривщица, Фондация „Копривщица“, Фондация „Тодор Каблешков“ и Литературния кръжец „Димчо Дебелянов“.
Според професор Искро Косев, основателят на Общото Копривщенско настоятелство то има за цел да организира и стимулира за изграждането на обхватна система от инициативи за да да се включват в тях гражданите на Копривщица. По този повод настоятелството организира през май 2014 г. Национален Копривщенски събор „Единение 1876“, придружен от научен форум.
Националният събор на българското народно творчество, който през 2015 година има 50-годишен юбилей, е вписан в Регистъра на добрите практики на ЮНЕСКО. Идеята за това е предложена през 2005 година от Общото копривщенско настоятелство. То започва издаването на вестник „Копривщенци“. В брой 1-ви на вестника е публикувано писмо до Министерството на културата и туризма с копие до Министерството на околната среда и водите и Министерството на външните работи, в което е отправено предложение за разглеждането на кандидатурата на град Копривщица за вписване в Индикативната листа на Центъра за световно наследство на ЮНЕСКО като архитектурен и природен резерват и Център за нематериално културно наследство, относно провеждането на Националните събори за автентичен фолклор и утвърждаването му като републикански град-музей, като предпочитана дестинация, обект на международен туризъм.